# Rossi
Rossi ist ein Familienname.

## Herkunft und Bedeutung
Rossi ist ein ursprünglich italienischer Familienname. In Italien zählt er heute zu den am weitesten verbreiteten Familiennamen. Sehr wahrscheinlich leitet sich Rossi vom Adjektiv rosso (dt. „rot“) ab und steht für einen rothaarigen Menschen.

## Varianten
- Rossini
- Rossoni
- Rosso
- Russo
- Russi

## Namensträger

### A
- Agnelo Rossi (1913–1995), brasilianischer Geistlicher, Erzbischof von Ribeirão Preto und São Paulo
- Albert Rossi (* 1931), US-amerikanischer Ruderer

- Alberto Rossi (Architekt) (* 1992), italienischer Architekt
- Alberto Rossi (Politiker) (* 1943), italienischer Politiker
- Alberto Rossi (Schauspieler) (* 1966), italienischer Schauspieler
- Alberto Rossi Longhi (1895–1979), italienischer Diplomat
- Alberto Ricardo Lorenzelli Rossi (* 1953), argentinischer Ordensgeistlicher, Weihbischof in Santiago de Chile
- Aldo Rossi (Regisseur) (1906–1981), italienischer Theaterschaffender und Filmregisseur
- Aldo Rossi (Musiker) (1911–1979), italienischer Jazzmusiker
- Aldo Rossi (Philologe) (1934–1999), italienischer Philologe
- Aldo Rossi (1931–1997), italienischer Architekt
- Aldo Loris Rossi (1933–2018), italienischer Architekt
- Alejandro Iglesias Rossi (* 1960), argentinischer Komponist
- Alessandro Rossi (Bischof, 1555) (1555–1615), italienischer Geistlicher, Bischof von Parma
- Alessandro Rossi (Bischof, 1589) (1589–1656), italienischer Geistlicher, Bischof von Ariano
- Alessandro Rossi (Unternehmer, 1819) (1819–1898), italienischer Unternehmer
- Alessandro Rossi (Bildhauer) (1820–1891), Schweizer Bildhauer
- Alessandro Rossi (Unternehmer, 1921) (1921–2010), italienischer Unternehmer
- Alessandro Rossi (Schauspieler) (* 1955), italienischer Schauspieler und Synchronsprecher
- Alessandro Rossi (Politiker) (* 1967), san-marinesischer Politiker, Capitano Reggente 2007
- Alessandro Rossi (Regisseur) (* 1970), italienischer Filmregisseur und Drehbuchautor
- Alessandro Rossi (Fußballspieler) (* 1997), italienischer Fußballspieler
- Alessandro Pesenti-Rossi (* 1942), italienischer Automobilrennfahrer
- Alexander Rossi (Schauspieler) (* 1960), österreichischer Schauspieler
- Alexander Rossi (* 1991), US-amerikanischer Automobilrennfahrer
- Alexander Mark Rossi (1840–1916), britischer Maler
- Alfredo Rossi y Rossi (* 1920), argentinischer Komponist
- Alice S. Rossi(1922–2009), US-amerikanische Soziologin
- Amedée Rossi (1896–1963), französischer Automobilrennfahrer
- Ana Karina Rossi, uruguayische Sängerin
- Andrea De Rossi (* 1972), italienischer Rugby-Union-Spieler
- Andrea Rossi (Unternehmer) (* 1950), italienischer Erfinder und Unternehmer
- Andrea Rossi (Fußballspieler) (* 1986), italienischer Fußballspieler
- Andrew Rossi, US-amerikanischer Dokumentarfilmer
- Ángel Sixto Rossi (* 1958), argentinischer Ordensgeistlicher, Erzbischof von Córdoba
- Angela de’ Rossi (1506–1573), italienische Adlige
- Angelo Rossi (1825–1906), italienischer Geistlicher
- Anton Germano Rossi (1899–1948), italienischer Journalist und Drehbuchautor
- Antonio Rossi (Maler) (1700–1753), italienischer Maler
- Antonio Rossi (Filmschaffender) (1903–??), italienischer Filmschaffender
- Antonio Rossi (Militär) (1912–2005), italienischer Militär
- Antonio Rossi (Fußballspieler, 1933) (* 1933), italienischer Fußballspieler
- Antonio Rossi (Fußballspieler, 1951) (* 1951), italienischer Fußballspieler
- Antonio Rossi (Schriftsteller) (* 1952), Schweizer Dichter und Übersetzer
- Antonio Rossi (Kanute) (* 1968), italienischer Kanute
- Antonio Rossi (Kameramann), Kameramann
- Antonio Rossi Vaccari (1808–1874), italienischer Geistlicher, Titularerzbischof von Colossae
- Antônio Carlos Rossi Keller (* 1953), brasilianischer Geistlicher, Bischof von Frederico Westphalen
- Armando José María Rossi (* 1945), argentinischer Ordensgeistlicher, Bischof von Concepción
- Agustín Rossi (Politiker) (* 1959), argentinischer Politiker
- Agustín Rossi (Fußballspieler) (* 1995), argentinischer Fußballspieler
- Azaria dei Rossi (um 1511–1578), italienischer Humanist

### B
- Barbara Rossi (Künstlerin) (* 1940), US-amerikanische Künstlerin
- Barbara De Rossi (* 1960), italienische Schauspielerin
- Barbara Rossi (Tennisspielerin) (* 1961), italienische Tennisspielerin
- Barbara Rossi (Wirtschaftswissenschaftlerin) (* 1971), italienische Wirtschaftswissenschaftlerin
- Bastiano de Rossi (um 1556–1627), italienischer Literat und Lexikograf
- Bernardo Rossi (1432–1468), italienischer Bischof
- Bernardo de’ Rossi (1468–1527), italienischer Bischof
- Bernardo de’ Rossi (13. Jahrhundert) (Ende 12. Jahrhundert–1248), italienischer Condottiere und Podestat
- Bertrando de’ Rossi Senior (um 1300–1345), italienischer Condottiere
- Bertrando de’ Rossi Junior (1336–1396), italienischer Diplomat
- Bertrando de’ Rossi (vor 1365), italienischer Adliger
- Bertrando de’ Rossi (Adliger, 1429) (1429–1502), italienischer Adliger
- Bruno Rossi (1905–1993), italienischer Astrophysiker

### C
- Camilla de Rossi (um 1670–um 1710), italienische Komponistin
- Carlo Rossi (Stuckateur) (wirkte 1718–1730), italienischer Stuckateur
- Carlo Rossi (Architekt) (1775–1849), italienisch-russischer Architekt
- Carlo Rossi (Diplomat) (Carlo Graf Rossi; 1797–1864), italienischer Diplomat
- Carlo Rossi (Sänger), italienischer Opernsänger (Bass)
- Carlo Rossi (General) (1880–1967), italienischer General
- Carlo Rossi (Bischof) (1890–1980), italienischer Theologe, Bischof von Biella
- Carlo Rossi (Schachspieler) (* 1960), italienischer Schachspieler
- Carlo Rossi (Tischtennisspieler) (* 2001), italienischer Tischtennisspieler
- Carlo A. Rossi (* 1968), italienischer Spieleautor
- Carlo Alberto Rossi (1921–2010), italienischer Komponist und Musikproduzent
- Carolina Rossi (* 1989), argentinische Handballspielerin
- Cesare Rossi (Schauspieler) (1829–1898), italienischer Schauspieler
- Cesare Rossi (Komponist, 1842) (1842–1909), italienischer Komponist
- Cesare Rossi (Komponist, 1858) (1858–1930), italienischer Komponist
- Cesare Rossi (Politiker) (1887–1967), italienischer Journalist und Politiker
- Cesare Rossi (Ruderer) (1904–1952), italienischer Ruderer
- Christian Rossi (Comiczeichner) (* 1954), französischer Comiczeichner
- Christian Rossi (Fußballspieler) (* 1995), uruguayischer Fußballspieler
- Cristian Rossi (* 1991), italienischer Radrennfahrer
- Christine Rossi (* 1963), französische Freestyle-Skierin

### D
- Daniel Rossi (* 1981), brasilianischer Fußballspieler
- Daniele De Rossi (* 1983), italienischer Fußballspieler
- Daniele Rossi (Rennfahrer) (* 1987), italienischer Motorradrennfahrer
- Dante Rossi (Wasserballspieler) (1936–2013), italienischer Wasserballspieler
- Dante Rossi (Fußballspieler) (Dante Carlos Rossi; * 1987), san-marinesischer Fußballspieler
- Delio Rossi (* 1960), italienischer Fußballspieler und -trainer
- Derrick Rossi (* 1966), kanadischer Zellbiologe und Unternehmer
- Diego Rossi (* 1998), uruguayischer Fußballspieler
- Domenico de Rossi (Kupferstecher) (1647/1659–1729/1730), italienischer Kupferstecher, Bildhauer und Verleger
- Domenico Rossi (Architekt) (auch Domenico de Rossi; 1657–1737), schweizerisch-italienischer Architekt und Baumeister
- Domenico Rossi (Bischof, 1670) (1670–1734), italienischer Geistlicher, Bischof von Vulturara e Montecorvino
- Domenico Rossi (Bischof, 1685) (1685–1747), italienischer Geistlicher, Erzbischof von Palermo
- Domenico Rossi (Politiker) (* 1951), italienischer General und Politiker (CD)
- Domenico Egidio Rossi (1659–1715), italienischer Architekt und Baumeister

### E
- Eleonora Rossi Drago (1925–2007), italienische Schauspielerin
- Emilio Rossi (1923–2008), italienischer Journalist
- Emma Rossi (1952–2003), san-marinesische Politikerin
- Enrico Rossi (Politiker) (* 1958), italienischer Politiker
- Enrico Rossi (Radsportler) (* 1982), italienischer Radrennfahrer
- Enrico Rossi (Beachvolleyballspieler) (* 1993), italienischer Beachvolleyballspieler
- Erica Rossi (* 1955), italienische Leichtathletin
- Ermenegildo Rossi (1827–1895), Schweizer Journalist, Publizist und Politiker (FDP)
- Ernest Rossi (1933–2020), US-amerikanischer Psychologe, Psychoanalytiker und Publizist
- Ernesto Rossi (Schauspieler) (1827–1896), italienischer Schauspieler
- Ernesto Rossi (Politiker) (1897–1967), italienischer Politiker (RI) und Journalist
- Ettore Rossi (Orientalist) (1894–1955), italienischer Orientalist
- Ettore Rossi (Architekt) (1894–1968), italienischer Architekt und Sportfunktionär
- Ettore Rossi (Mediziner) (1915–1998), Schweizer Mediziner
- Eugenio Rossi (Tennisspieler) (* 1969), italienischer Tennisspieler
- Eugenio Rossi (Leichtathlet) (* 1992), san-marinesischer Hochspringer

### F
- Fausto Rossi (* 1990), italienischer Fußballspieler
- Federica Rossi (* 2001), italienische Tennisspielerin
- Federico Rossi (* 1994), italienischer Popsänger
- Federico I. de’ Rossi (1580–1632), italienischer General
- Federico II. de’ Rossi (1660–1754), italienischer Condottiere
- Ferdinando Maria de Rossi (1696–1775), italienischer Geistlicher
- Ferrante de’ Rossi (ca. 1545–1618), italienischer Condottiere und Adliger
- Filippo Maria de’ Rossi (1465–1529), italienischer Condottiere und Adliger
- Fortunato Antonio Rossi (1919–1999), argentinischer Geistlicher, Erzbischof von Corrientes
- Francesco Rossi (Komponist) (1627–um 1700), italienischer Komponist
- Francesco Rossi (Ägyptologe) (1827–1912), italienischer Ägyptologe
- Francesco Rossi (Bischof, 1863) (1863–1929), italienischer Geistlicher, Erzbischof von Ferrara
- Francesco Rossi (Architekt) (1900–?), italienischer Architekt
- Francesco Rossi (Bischof, 1903) (1903–1972), italienischer Geistlicher, Bischof von Tortona
- Francesco Rossi (DJ) (* 1974), italienischer DJ und Produzent
- Francesco Rossi (Fußballspieler, 1974) (* 1974), italienischer Fußballspieler
- Francesco Rossi (Fußballspieler, 1977) (* 1977), italienischer Fußballtorhüter
- Francesco Rossi (Fußballspieler, 1991) (* 1991), italienischer Fußballtorhüter
- Francesco Domenico Rossi (* 2001), italienischer Sprinter
- Francis Rossi (* 1949), britischer Musiker
- Franco Rossi (Eishockeyspieler) (1916–2006), italienischer Eishockeyspieler
- Franco Rossi (Regisseur) (1919–2000), italienischer Filmregisseur und Filmproduzen
- Franco Rossi (Rugbyspieler) (* 1968), argentinischer Rugby-Union-Spieler

### G
- Gabriel Rossi (1930–2009), französischer Fußballspieler
- Gaetano Rossi (1774–1855), italienischer Schriftsteller und Librettist
- George Rossi (1961–2022), britischer Schauspieler
- Giacomo de’ Rossi (Anfang 14. Jahrhundert–1370), italienischer Adliger
- Giacomo de’ Rossi (Bischof) (1363–1418), italienischer Bischof
- Giacomo Rossi Stuart (1925–1994), italienischer Schauspieler
- Giambattista Grilli Rossi (1768–1837), italienischer Dichter und Schriftsteller
- Gian Vittorio Rossi (1570–1647), italienischer Dichter, Historiker und Philologe
- Giannetto De Rossi (1942–2021), italienischer Maskenbildner und Regisseur
- Gianfranco Rossi (Architekt) (1927–2013), Schweizer Architekt
- Gianfranco Rossi (Fußballspieler) (* 1958), italienischer Fußballtorwart
- Gino Rossi (Bobfahrer), italienischer Bobfahrer
- Gino Rossi (Boxer) (1908–1987), italienischer Boxer
- Gino Rossi (Produzent), Filmproduzent und Schauspieler
- Giorgio Rossi (Bischof) (1879–1941), italienischer Geistlicher, Titularbischof von Lebessus
- Giorgio Rossi (Radsportler) (* 1948), italienischer Radsportler
- Giorgio Rossi (Tänzer) (* 1960), italienischer Tänzer und Choreograf
- Giovan Girolamo de’ Rossi (1505–1564), Bischof von Pavia, Gouverneur von Rom
- Giovanni Rossi (Bischof, 1688) (1688–1750), italienischer Geistlicher, Erzbischof von Tarent
- Giovanni Rossi (Schriftsteller) (1785–1867), italienischer Schriftsteller
- Giovanni Rossi (Bischof, 1855) (1855–1930), italienischer Geistlicher, Weihbischof in Mailand
- Giovanni Rossi (Anarchist) (1856–1943), italienischer Tiermediziner und Anarchist
- Giovanni Rossi (Politiker) (1861–1926), Schweizer Mediziner und Politiker
- Giovanni Rossi (Radsportler) (1926–1983), Schweizer Radrennfahrer
- Giovanni Antonio De Rossi (1616–1695), italienischer Architekt
- Giovanni Battista de Rossi (Geistlicher) (1698–1764), italienischer Priester und Theologe
- Giovanni Battista de Rossi (Archäologe) (1822–1894), italienischer Archäologe und Epigraphiker
- Giovanni Bernardo De Rossi (1742–1831), italienischer Orientalist
- Giovanni Domenico de Rossi (1619–1653), italienischer Kartograf und Verleger
- Giovanni Domenico Rossi (Stuckateur), italienischer Stuckateur
- Giovanni Gherardo de Rossi (1754–1827), italienischer Schriftsteller
- Giovanni de’ Rossi (1431–1502), italienischer Condottiere
- Giulio Cesare de’ Rossi (1519–1554), italienischer Condottiere
- Giuseppe Rossi (Bischof, 1887) (1887–1983), italienischer Geistlicher, Titularbischof von Palmyra
- Giuseppe Rossi (Fußballspieler) (* 1987), italienischer Fußballspieler
- Giuseppe de Rossi († 1610), italienischer Geistlicher, Bischof von L’Aquila
- Graziano Rossi (* 1954), italienischer Motorradrennfahrer
- Guglielmo de’ Rossi (1252–1340), italienischer Condottiere und Podestat
- Guido de’ Rossi (1440–1490), italienischer Condottiere
- Guido Rossi (* 1959), italienischer Rugby-Union-Spieler

### H
- Hedwig Rossi (1891–1985), österreichische Schriftstellerin und Dramatikerin
- Hugo Rossi (* 1935), US-amerikanischer Mathematiker

### I
- Igor Rossi Branco (* 1989), brasilianischer Fußballspieler
- Ippolito de’ Rossi (1531–1591), italienischer Geistlicher, Bischof von Pavia
- Ivo Rossi Sief (* 1949), italienischer Künstler

### J
- Jacques Rossi (1909–2004), polnisch-französischer politischer Aktivist und Schriftsteller
- James Rossi (1936–2005), US-amerikanischer Radrennfahrer
- Jean-Baptiste Rossi (Pseudonym Sébastien Japrisot; 1931–2003), französischer Journalist und Schriftsteller
- Jeannine Rossi (* 1988), österreichische Sängerin
- Jessica Rossi (* 1992), italienische Sportschützin
- Juan José Rossi (* 1932), argentinischer Historiker und Philosoph
- Jules Rossi (1914–1968), italienischer Radrennfahrer
- Julio Daniel Rossi (* 1969), argentinischer Mathematiker
- Julio Hernán Rossi (* 1977), argentinisch-italienischer Fußballspieler

### K
- Kim Rossi Stuart (* 1969), italienischer Schauspieler

### L
- Laurent Rossi (* 1948), französischer Musiker, Mitglied von Bimbo Jet
- Lauro Rossi (1812–1885), italienischer Komponist
- Lemme Rossi († 1673), italienischer Musiktheoretiker
- Léon Rossi (1923–2007), französischer Fußballspieler und -trainer
- Leonardo Rossi (Leonardo da Giffoni, Leonardo (de) Rossi, Leonardo de Rubeis; † nach 17. März 1407), franziskanischer Generalminister und Schriftsteller
- Lorenzo Rossi di Montelera (* 1940), italienischer Unternehmer
- Louis Rossi (* 1989), französischer Motorradrennfahrer
- Luca Scribani Rossi (* 1960), italienischer Sportschütze
- Lucas Rossi (* 1985), argentinischer Hockeyspieler
- Lucia Serena Rossi (* 1958), italienische Juristin und Richterin
- Luciano Rossi (Dichter) (1683–1754), italienischer Dichter
- Luciano Rossi (Schauspieler) (1934–2005), italienischer Schauspieler
- Luciano Rossi (Philologe) (* 1945), italienischer Romanist und Literaturwissenschaftler
- Luciano Rossi (Sänger) (* 1945), italienischer Sänger und Songwriter
- Luciano Rossi (Politiker) (* 1953), italienischer Politiker
- Luigi de’ Rossi (1474–1519), italienischer Geistlicher
- Luigi Rossi (Komponist) (um 1598–1653), italienischer Komponist und Sänger (Tenor)
- Luigi Rossi (Maler) (1853–1923), Schweizer Maler und Illustrator
- Luigi Rossi (Politiker, 1864) (1864–1890), Schweizer Anwalt und Politiker (CVP)
- Luigi Rossi (Politiker, 1867) (1867–1941), italienischer Jurist und Politiker
- Luigi Rossi (Ruderer), italienischer Ruderer
- Luigi Enrico Rossi (1933–2009), italienischer Altphilologe
- Luisa Rossi (* 1963), schweizerisch-italienische Stylistin und Lifestyle-Expertin

### M
- Marcelo Rossi (* 1967), brasilianischer Prediger
- Marco Rossi (Kunsthistoriker) (* 1956), italienischer Kunsthistoriker
- Marco Rossi (Leichtathlet) (* 1963), italienischer Zehnkämpfer
- Marco Rossi (Fußballspieler, 1964) (* 1964), italienischer Fußballspieler und -trainer
- Marco Rossi (Drehbuchautor), deutscher Drehbuchautor
- Marco Rossi (Fußballspieler, 1978) (* 1978), italienischer Fußballspieler
- Marco Rossi (Basketballspieler) (* 1981), italienischer Basketballspieler
- Marco Rossi (Eishockeyspieler, 1986) (* 1986), italienischer Eishockeyspieler
- Marco Rossi (Fußballspieler, 1987) (* 1987), italienischer Fußballspieler
- Marco Rossi (Eishockeyspieler, 2001) (* 2001), österreichischer Eishockeyspieler
- Mariano Rossi (1731–1807), italienischer Maler
- Mario Rossi (Architekt) (1897–1961), italienischer Architekt
- Mario Rossi (Dirigent) (1902–1992), italienischer Dirigent
- Mario Rossi (Bischof)  (1914–1988), italienischer römisch-katholischer Bischof
- Mario Rossi (Fußballspieler) (1935–1998), italienischer Fußballspieler
- Mario Rossi (Politiker), Capitani Reggent von San Marino
- Marsilio de’ Rossi (1287–1337), italienischer Condottiere
- Martino Rossi, eigentlicher Name von Maestro Martino (vor 1430–nach 1470), italienischer Gastrosoph und Koch
- Massimiliano Rossi (* 1972), italienischer Schauspieler
- Massimo De Rossi (* 1946), italienischer Schauspieler
- Massimo Rossi (1992–2016), italienischer Motorbootrennfahrer
- Matthias Rossi (Rechtswissenschaftler) (* 1968), deutscher Rechtswissenschaftler
- Matthias Rossi (Eishockeyspieler) (* 1991), Schweizer Eishockeyspieler
- Mattia de Rossi (1637–1695), italienischer Architekt
- Matze Rossi (eigentlich Matthias Nürnberger; * 1977), deutscher Liedermacher und Sänger
- Michaël Rossi (* 1988), französischer Automobilrennfahrer
- Michela De Rossi (* 1993), italienische Schauspielerin
- Michelangelo Rossi (1601/1602–1656), italienischer Komponist, Violinist und Organist
- Mino De Rossi (1931–2022), italienischer Radrennfahrer
- Moraldo Rossi (1926–2021), italienischer Drehbuchautor und Regisseur

### N
- Nathália Rossi (* 1989), brasilianische Tennisspielerin
- Nemo Rossi, Autorenname zweier finnischer Schriftsteller
- Néstor Rossi (1925–2007), argentinischer Fußballspieler
- Niccolò de’ Rossi (um 1290–nach 1348), italienischer Dichter und Jurist
- Nicola Rossi-Lemeni (1920–1991), italienischer Opernsänger
- Nicolas Rossi (* 2004), brasilianisch-italienischer Fußballspieler
- Nicolás Rossi (Fußballspieler, 1998) (* 1998), uruguayischer Fußballspieler
- Nicolás Rossi (Fußballspieler, 2002) (* 2002), uruguayischer Fußballspieler
- Nino Rossi (1895–1952), italienischer Pianist

### O
- Opilio Rossi (1910–2004), US-amerikanischer Geistlicher und vatikanischer Diplomat
- Oreste Rossi (* 1964), italienischer Politiker
- Orlando de’ Rossi (Ende des 11. Jahrhunderts–nach 1167), italienischer Condottiere, Reichsvikar und Podestat
- Orlando de’ Rossi (12. Jahrhundert) (vor 1170–nach 1221), italienischer Condottiere und Podestat
- Orlando Carlo de’ Rossi (zweite Hälfte des 16. Jahrhunderts–17. Jahrhundert), italienischer Condottiere, Adliger und Gouverneur von Montferrat
- Oscar Rossi (1930–2012), argentinischer Fußballspieler und -trainer
- Ottorino Rossi (1877–1936), italienischer Psychiater

### P
- Paolo Rossi (Architekt) (um 1705–1768), italienischer Architekt
- Paolo Rossi (Fußballspieler, 1879) (1879–1944), italienischer Fußballspieler
- Paolo Rossi (Politiker) (1900–1985), italienischer Politiker und Jurist
- Paolo Rossi (Partisan) (1907–1944), italienischer Partisan
- Paolo Rossi (Philosoph) (1923–2012), italienischer Philosoph
- Paolo Rossi (Schauspieler) (* 1953), italienischer Schauspieler und Komiker
- Paolo Rossi (Fußballspieler) (1956–2020), italienischer Fußballspieler
- Pasquale de’ Rossi (1641–1722), italienischer Maler
- Pasquale Rossi (Soziologe) (1867–1905), italienischer Soziologe und Arzt
- Pellegrino Rossi (1787–1848), italienischer Jurist, Nationalökonom, Diplomat und Politiker
- Peter H. Rossi (1921–2006), US-amerikanischer Soziologe
- Pier Maria I. de’ Rossi (1374–1438), italienischer Adliger
- Pier Maria II. de’ Rossi (1413–1482), italienischer Herrscher und Condottiere
- Pier Maria III. de’ Rossi (1504–1547), italienischer General
- Pier Maria IV. de’ Rossi (1620–1653), italienischer Condottiere
- Pietro de’ Rossi (1303–1337), italienischer Feldherr und Herr von Parma
- Pietro Rossi (Entomologe) (1738–1804), italienischer Entomologe und Arachnologe
- Pietro Rossi (Politiker) (1765–1838), Schweizer Militär und Politiker
- Pietro Rossi (Philosoph) (1930–2023), italienischer Philosoph und Philosophiehistoriker
- Portia de Rossi (* 1973), australische Schauspielerin
- Properzia de’ Rossi (um 1490–1530), italienische Bildhauerin

### R
- Rafael Rossi (1896–1982), argentinischer Komponist und Bandoneonspieler
- Raffaele Carlo Rossi (1876–1948), italienischer Geistlicher, Bischof von Volterra
- Raimondo Rossi (1870–1955), Schweizer Anwalt, Oberst und Politiker (GAPT)
- Raúl Omar Rossi (1938–2003), argentinischer Geistlicher, Bischof von San Martín
- Reginaldo Rossi († 2013), brasilianischer Sänger und Komponist
- Remo Rossi (1909–1982), Schweizer Bildhauer
- Renata Rossi (* 1953), italienische Klettererin, Bergsteigerin und Bergführerin
- Riccardo Rossi (Politiker) (1901–1986), Schweizer Anwalt und Politiker (CVP)
- Riccardo Rossi (Schauspieler) (* 1962), italienischer Schauspieler
- Riccardo Rossi (Rennfahrer) (* 2002), italienischer Motorradrennfahrer
- Riccardo Dei Rossi (* 1969), italienischer Ruderer
- Rico Rossi (* 1965), kanadisch-italienischer Eishockeyspieler und -trainer
- Rogelio Omar Rossi (* 1981), argentinischer Boxer
- Rolando de’ Rossi (1287–1345), italienischer Condottiere und Podestat
- Romano Rossi (* 1947), italienischer Geistlicher, Bischof von Civita Castellana
- Ronald Rossi (* 1956), US-amerikanischer Rennrodler

### S
- Salamone Rossi (um 1570–um 1630), italienischer Komponist
- Santín Carlos Rossi (1884–1936), uruguayischer Politiker
- Scipione I. de’ Rossi (1628–1715), italienischer Adliger
- Scipione II. de’ Rossi (1715–1802), italienischer Adliger
- Sebastian Maximiliano Rossi, argentinischer Kanute
- Sebastiano Rossi (* 1964), italienischer Fußballspieler
- Semino Rossi (* 1962), argentinischer Sänger
- Serena Rossi (* 1985), italienische Schauspielerin, Synchronsprecherin, Sängerin und Moderatorin
- Sergio Rossi (Unternehmer) (1923–2004), italienischer Unternehmer und Fußballfunktionär
- Sergio Rossi (Schauspieler) (1931–1998), italienischer Schauspieler
- Sergio Rossi (Designer) (1935–2020), italienischer Schuhdesigner
- Sergio Rossi (Regisseur) (* 1939), italienischer Filmregisseur
- Sérgio Rossi (Sänger), portugiesischer Sänger
- Sergio Rossi (Ökonom) (* 1967), Schweizer Ökonom
- Sigismondo de’ Rossi (1524–1580), italienischer Adliger, Condottiere und General
- Sonia Rossi (* 1982), italienische Schriftstellerin
- Steve Rossi († 2014), US-amerikanischer Comedian, Sänger und Schauspieler

### T
- Teofilo Rossi (1865–1927), italienischer Jurist, Unternehmer und Politiker
- Teofilo Rossi di Montelera (1902–1991), italienischer Unternehmer, Bobsportler, Motorboot- und Automobilrennfahrer sowie Sportfunktionär
- Theo Rossi (* 1975), US-amerikanischer Schauspieler
- Tino Rossi (1907–1983), französischer Sänger und Schauspieler
- Tony Ray Rossi, italienisch-US-amerikanischer Schauspieler
- Troilo I. de’ Rossi (1462–1521), italienischer Condottiere
- Troilo II. de’ Rossi (1525–1591), italienischer Condottiere
- Troilo III. de’ Rossi (1574–1593), italienischer Condottiere
- Troilo IV. de’ Rossi (1601–1635), italienischer Condottiere
- Tullio Rossi (Architekt) (1903–1997), italienischer Architekt
- Tullio Rossi (Radsportler) (* 1948), italienischer Radrennfahrer

### U
- Ugo Rossi (* 1963), italienischer Politiker
- Ugolino de’ Rossi (Condottiere) (1255-nach 1307), italienischer Condottiere und Podestat
- Ugolino de’ Rossi (Bischof) (um 1300–1377), italienischer Geistlicher, Bischof von Parma

### V
- Valentina Rossi Stuart, italienische Schauspielerin und Stuntfrau
- Valentino Rossi (* 1979), italienischer Motorradrennfahrer
- Valeria Rossi (* 1969), italienische Sängerin und Songwriterin
- Vasco Rossi (* 1952), italienischer Sänger
- Veronica Rossi (* 1973), brasilianische Schriftstellerin
- Víctor Rossi (* 1943), uruguayischer Politiker
- Viktor Rossi (* 1968), Schweizer Beamter
- Vincenzo de’ Rossi (1525–1587), italienischer Bildhauer
- Vittorio Rossi (1865–1938), italienischer Romanist und Italianist

### W
- Walter Rossi (Tontechniker), US-amerikanischer Tontechniker
- Walter Rossi (Musiker) (geb. Rossignuoli Rossi; * 1948), italienisch-kanadischer Musiker
- Winand Rossi († 1866), deutscher Politiker
- Wolfgang Rossi, deutscher Moderator und Redakteur

### Y
- Youssef Rossi (* 1973), marokkanischer Fußballspieler

### Fiktive Figuren
- Herr Rossi, Trickfilmfigur